# عميد (اسم)
عميد هو اسم علم مذكر من أصل عربي، ومعناه هو المريض الذي لا يقدر على الجلوس حتى يعمد من جوانبه بالوسائد، سيد القوم الشديد الحزن من هده العشق، المكان الذي بلله المطر، وعميد الأمر قوامه المعتمد عليه في الأمور الجسام.

## شخصيات تحمل الاسم
- عميد القادة الأفارقة (1940 – )
- عميد تفتازاني (1909 – )

## وصلات خارجية
- موسوعة السلطان قابوس لأسماء العرب نسخة محفوظة 5 أبريل 2019 على موقع واي باك مشين.